# Mount Pedersen
Mount Pedersen är ett berg i Antarktis. Det ligger i Östantarktis. Nya Zeeland gör anspråk på området. Toppen på Mount Pedersen är 2 070 meter över havet, eller 408 meter över den omgivande terrängen. Bredden vid basen är 3,7 km.
Terrängen runt Mount Pedersen är kuperad norrut, men söderut är den platt. Trakten är obefolkad. Det finns inga samhällen i närheten.